# Baćino
Baćino ili Baćin (mađ. Bátya) je selo u jugoistočnoj Mađarskoj.
Zauzima površinu od 33,86 km četvornih.

## Zemljopisni položaj
Nalazi se 2 km južno od Kalače, 8 km sjeverno od Fajsina, 6 km jugoistočno od Voktova, na 46°29' sjeverne zemljopisne širine i 18°57' istočne zemljopisne dužine, 8 km sjeverozapadno od Miške i 10 km sjevernije od Dušnoka, istočno od obale rijeke Dunava.

## Upravna organizacija
Upravno pripada kalačkoj mikroregiji u Bačko-kiškunskoj županiji. Poštanski broj je 6351.
U sastav Baćina ulaze naselja Duolnji Salaši (Tilkina) (mađ. Alsószállások), Guornji Salaši (mađ. Felsőszállások), Sirkuova (mađ. Cirókhát), Panjentica (mađ. Tuskópuszta), nekada i Huoroz (Horoza, mađ. Oroszpuszta). Upravno joj pripada i Kerkeja (mađ. Kereki), a kerkejski teritorij dijeli s Kalačom.
U Baćinu se nalaze hrvatska, romska i njemačka manjinska samouprava.

## Stanovništvo
U Baćinu živi 2239 stanovnika (2005.). Mađari su većina. Hrvata je 13,8%, Roma je 1%, Nijemaca je 0,6%, Srba je 0,3%, Rumunja je 0,2% te ostalih. Rimokatolika je 85%, kalvinista je 3%, luterana je 0,6%, grkokatolika je 0,2%, židovske vjere je 0,2% te ostalih.

### Hrvati u Baćinu
U Baćinu se nalazi i jedinica hrvatske manjinske samouprave u Mađarskoj. Baćinski kao i dušnočki Hrvati pripadaju skupini podunavskih Hrvata, govore slavonskim dijalektom hrvatskog jezika, koji je staroštokavsko narječje ekavskog govora. Na ovo područje su doselili u 16. stoljeću iz Slavonije. Baćinski Hrvati se još nazivaju i rackim Hrvatima

### Kultura
Baćinski Hrvati održavaju svoju manifestaciju Veliko racko prelo.
Hrvati iz Dušnoka i Baćina na dan svete Ane hodočaste u Čikuzdu u kapelicu sv. Ane.

### Obrazovanje
Školovanje na hrvatskom jeziku za hrvatsku manjinu je kao i u Aljmašu, Baji, Dušnoku, Bikiću i Kaćmaru, je organizirano tako, da se hrvatski jezik predaje kao predmet i to 4 odnosno 5 sati tjedno, i to u nižim razredima (1. – 4.).

## Poznate osobe
- Endre Pászthory, učitelj
- Károly László, topnik iz 1848/49.
- dr Zoltán Fehér, učitelj i pisac
- Teri Harangozó

## Vanjske poveznice
- (mađ.) Službene stranice
- (mađ.) batya6351.atw.hu
- (mađ.) Vendegvaro
- Migracijske i etničke teme br. 1/2003.  Arhivirana inačica izvorne stranice od 15. ožujka 2008. (Wayback Machine) Josip Lisac: Slavonski dijalekt: između autohtonosti i utjecaja
- Dušnok na fallingrain.com